# داگایا-وپ
داگایا-وپ (به لاتین: Daegaya-eup) یک منطقهٔ مسکونی در کره جنوبی است که در جئونسانگبوک-دو واقع شده‌است. داگایا-وپ ۴۷٫۳۷ کیلومتر مربع مساحت و ۱۱٬۱۱۱ نفر جمعیت دارد.